# Tobaksdirektivet
Tobaksdirektivet, eller direktiv 2014/40/EU (tidigare direktiv 2001/37/EG och dessförinnan direktiv 89/622/EEG och direktiv 90/239/EEG), även känt som tobaksproduktdirektivet, är ett europeiskt direktiv som reglerar tillverkning, presentation och försäljning av tobaksvaror inom Europeiska unionen. Direktivet är en del av harmoniseringslagstiftningen för den inre marknaden.
Tobaksdirektivet innehåller en rad bestämmelser om villkoren för bland annat försäljning av tobaksvaror och relaterade produkter. Direktivet tillåter försäljning av e-cigaretter, tuggtobak och andra varor innehållande nikotin. Direktivet förbjuder däremot försäljning av tobak för användning i munnen, inklusive snus med tobak. Vidare måste varningstexterna inklusive varningsbilder uppta minst 65 % av förpackningarnas fram- och baksida.
Direktivet är tillämpligt inom hela Europeiska unionen samt i Island, Liechtenstein och Norge genom EES-avtalet. Dock åtnjuter Norge och Sverige ett undantag från förbudet mot försäljning av snus, i Sveriges fall i enlighet med artikel 151 i anslutningsfördraget 1994.

## Innehåll
Tobaksproduktdirektivet är ett direktiv som styr hur tobak regleras i EU. Medlemsstaterna måste följa direktivet men kan utöver det besluta om skarpare reglering. Den 19 maj 2014 trädde ändringarna av tobaksproduktdirektivet 2001/37/EG i kraft och ersattes med direktiv 2014/40/EU. Syftet med ändringarna var att förenkla för den inre marknaden och skärpa reglerna ur ett folkhälsoperspektiv, särskilt med fokus på att skydda barn och ungdomar.
Ändringarna i tobaksproduktdirektivet innehåller bland annat bestämmelser om
- förbud mot cigaretter och rulltobak med karakteristisk smak
- rapporteringsskyldighet för tillverkare och importörer om ingredienser i tobaksprodukter
- krav på kombinerade hälsovarningar (bild, text och rökavvänjningsinformation) på tobaksvaror för rökning
- spårbarhets- och märkningskrav för att motverka illegal handel med tobaksprodukter
- förbud eller anmälningsskyldighet för gränsöverskridande distansförsäljning av tobaksprodukter och särskild reglering av elektroniska cigaretter (e-cigaretter) och örtprodukter för rökning.

Sista dagen för EU:s medlemsländer att införa de nya reglerna var den 20 maj 2016. Sverige har fått ett undantag från den gemensamma regleringen och det gäller för snus.
För de handlare som säljer tobak betyder förändringarna att:
- Förpackningar till cigarretter, rulltobak och tobak för vattenpipa ska ha varningar i både text och bild om hur rökning påverkar hälsan, samt information om rökavvänjning.
- Snusdosor ska ha hälsovarningen ”Denna tobaksvara skadar hälsan och är beroendeframkallande” på två ställen på förpackningen. De gamla förpackningarna får inte längre säljas efter 20 maj 2017.
- Förpackningar till örtprodukter för rökning som hittills inte haft några hälsovarningar alls måste ha hälsovarningen ”Att röka denna produkt skadar din hälsa.”
- Tobaksprodukter med karakteristisk smak förbjuds. Mentolcigarretter får säljas till och med 20 maj 2020.
- Handlaren måste själv kontrollera att tobaksvarorna som den säljer är inrapporterade till Folkhälsomyndigheten av producenten.

## Snusförbud
Direktivet förbjuder försäljning av snus inom unionen. Direktivet berör däremot inte bruk av snus. Sverige är som enda medlemsstat undantagen från detta förbud genom en särskild bestämmelse i anslutningsfördraget 1994, men både Danmark och Finland (Åland) har tidigare inte tillämpat förbudet i enlighet med direktivet. Efter påtryckningar från Europeiska kommissionen och domar avkunnade av Europeiska unionens domstol har direktivet genomförts fullt ut på Åland. I Danmark röstade folketinget om en ändring av lagen för att genomföra förbudet, men lagförslaget röstades ned av oppositionen den 28 juni 2013.